# Diphylla ecaudata
O morcego-vampiro-de-perna-peluda (Diphylla ecaudata) é uma espécie de morcego-vampiro do continente americano. Alimenta-se principalmente de sangue, quase que exclusivamente de aves, mas também pode se alimentar de pássaros domésticos e humanos.
Possui olhos grandes, orelhas pequenas e arredondadas, folha nasal pouco desenvolvida. A principal diferença morfológica da espécie e que é particularmente útil para separá-los outros gêneros da subfamília Desmodontinae é o calcâneo maior, característica provavelmente associada ao hábito mais arborícola que as outras espécies (Schutt, 2008). Habita cavernas e, de modo mais raro, ocos de árvores (GREENHAL et al. 1984).

## Taxonomia e etimologia
Foi descrito pelo biólogo alemão Johann Baptist von Spix em 1823. Spix encontrou a espécie pela primeira vez no Brasil.
Spix first encountered the species in Brazil. O nome Spix origina-se de Diphylla (do latim "dis", que significa "duplo", e "phyllon", que significa "folha") e ecaudata significa "sem caudas."
As duas subespécies reconhecidas são:
- D. e. centralis é encontrada do oeste do Panamá ao México. Um único espécime foi obtido em um túnel ferroviário abandonado perto de Comstock, Condado de Val Verde, Texas, em 1967, bem fora de sua faixa reconhecida;
- D. e. ecaudata é encontrada do Brasil e do leste do Peru ao leste do Panamá.

## Descrição
É semelhante em aparência ao morcego-vampiro. Difere, no entanto, em suas orelhas largas e curtas; polegar curto e sem almofada; e olhos grandes e brilhantes. Também tem mais dentes do que o morcego-vampiro (26 em comparação com 18). Além disso, seu cérebro é menor do que o do morcego-vampiro, com dois terços do tamanho em massa. Seu patágio é estreito e muito peludo; como o nome da espécie indica, falta cauda. O pelo do dorso é marrom escuro, enquanto o pelo da superfície ventral é mais claro. Sua pele é macia e longa. A folha do nariz é muito reduzida em tamanho em relação a outros morcegos com nariz semelhante. A espécie pesa 24−43 g (845,06 oz). Sua cabeça e corpo combinados têm 75−93 mm (2 949,09 pol) de comprimento. Seu antebraço tem 50−56 mm (1 966,30 pol) de comprimento.

## Biologia e comportamento
Acredita-se que seja poliestro, com indivíduos capazes de engravidar durante todo o ano e sem estação reprodutiva claramente definida. As fêmeas podem engravidar com aproximadamente um ano de idade. A gravidez dura um tempo relativamente longo considerando o pequeno tamanho do corpo da espécie, com gestação de aproximadamente 5,5 meses. As fêmeas geralmente dão à luz apenas um filhote. Os filhotes nascem com os olhos abertos e dentes decíduos. Existem menos dentes decíduos do que dentes permanentes (20 em comparação com 26). As fêmeas que perderam seus filhotes continuarão a amamentar, mesmo os que não sejam suas crias. Os filhotes ganham plumagem com aproximadamente 57 dias de idade, embora continuem a mamar e buscar sangue regurgitado de suas mães muito depois disso, até aproximadamente 223 dias de idade.
É uma espécie noturna que se mantém em áreas abrigadas durante o dia. Cavernas e minas são abrigos preferidos, embora árvores ocas também possam ser usadas. Geralmente é solitário, mas pode ser encontrado empoleirado em pequenos grupos de doze ou menos. No entanto, foram relatados grupos de até 50 morcegos. Compartilha seus ninhos com o morcego-vampiro, bem como com outros morcegos com folha nasal. Foi originalmente descrito como tendo um cariótipo diplóide de 28 cromossomos, mas na verdade possui 32.
É hematófago, alimentando-se de sangue de vertebrados. Antigamente, acreditava-se que se alimentava exclusivamente de pássaros. No entanto, já foi documentado que se alimenta de sangue de mamíferos, incluindo humanos e gado. Anteriormente considerado não ter sido uma espécie de vetor da raiva por se alimentar exclusivamente de sangue de ave, atualmente se considera possível que transmita raiva ao se alimentar de gado, como o morcego-vampiro comum.
Também compartilha sua comida com outros indivíduos por meio de regurgitação, boca a boca.

## Alcance e habitat
Possui ampla distribuição geográfica, ocorrendo em toda a América do Sul e Central. Foi documentado em Belize, Bolívia, Brasil, Colômbia, Costa Rica, Equador, El Salvador, Guatemala, Honduras, México, Nicarágua, Panamá, Peru e Venezuela. Um único espécime já foi documentado no sul do Texas, nos Estados Unidos. Trata-se de uma fêmea encontrada perto de Comstock, Texas em 1967, que estava em um túnel ferroviário abandonado. O indivíduo estava aproximadamente 700 km (430 mi) ao norte da extensão documentada da distribuição da espécie. Sua faixa altitudinal é de 0−1 900 m (−6 234 pé).
A espécie está presente em 13 dos 26 estados brasileiros. Distibui-se até o Sul do Brasil, ocorrendo em Santa Catarina, mas não possui registros de ocorrência no Rio Grande do Sul.[carece de fontes?]

## Conservação
Atualmente é avaliada como Espécie pouco preocupante pela União Internacional para a Conservação da Natureza (IUCN) - a menor prioridade de conservação. Tal classificação foi outorgada pois a espécie possui grande variedade, tolera uma variedade de habitats e sua população é considerada estável.
Pode ser mantida em cativeiro, permitindo-lhes o acesso a galinhas vivas.
Foi classificada como vulnerável (MMA, 2003) no estado do Paraná.[carece de fontes?]